# Epoksydowy materiał kompozytowy
Epoksydowy materiał kompozytowy (CEM → composite epoxy material (ang.)) − materiał kompozytowy zazwyczaj wykonany z kilku warstw tkanin szklanych, włókniny szklanej, jak i papieru połączonych żywicą epoksydową. Dla potrzeb elektroniki kompozyt pokrywa się jednostronnie lub z obu stron warstwą miedzi, np. 18, 35 lub 70 mikrometrów. Po naniesieniu (nadrukowaniu) ścieżek i punktów lutowniczych płytka zostaje wytrawiona. Tak obrobiony materiał jest obwodem drukowanym (PCB) i może być bazowym elementem konstrukcyjnym chassis dla urządzeń elektronicznych takich jak: telewizor, radioodbiornik, radiostacja, monitor i laptop.

## Zdefiniowane typy
- CEM-1 najtańszy materiał o obniżonej palności z pokryciem na bazie laminatu papierowego z jedną warstwą tkaniny szklanej.
- CEM-2 w środku zawiera papier a na powierzchniach tkaninę szklaną.
- CEM-3 jest bardzo podobny do najczęściej używanych materiałów do druku PCB FR4. Ma biały kolor i zmniejszoną palność.
- CEM-4 bardzo podobny CEM-3, ale nie ma obniżonej palności.
- CEM-5 (tzw. CRM-5) z tkanego poliestru na szklanym rdzeniu.